# Ghiacciaio Philippi
Il ghiacciaio Philippi è un ghiacciaio lungo circa 27 km situato sulla costa Pravda, nella Terra di Guglielmo II, in Antartide. In particolare, il ghiacciaio scorre verso nord a partire dall'altopiano antartico, fluendo circa 20 chilometri a ovest del monte Gauss, fino ad andare ad alimentare la piattaforma glaciale Ovest che ricopre la superficie della baia di Posadowsky.

## Storia
Il ghiacciaio Philippi è stato mappato grazie a fotografie scattate durante ricognizioni aeree effettuate nel corso dell'Operazione Highjump, condotta dalla marina militare statunitense nel 1946-47, ed è stato così battezzato dal Comitato consultivo dei nomi antartici in onore di Emil Philippi, un geologo facente parte della prima spedizione antartica tedesca, svolta dal 1901 al 1903 al comando di Erich von Drygalski, che condusse diverse osservazioni scientifiche nei pressi del monte Gauss.